# Rue du Coq-Saint-Jean
La rue du Coq-Saint-Jean est une ancienne voie de Paris qui était située dans l'ancien 7e arrondissement et qui a disparu lors de l'ouverture de la rue de Rivoli et de la construction du Bazar de l'Hôtel de Ville en 1864 et 1904.

## Situation
Située dans l'ancien 7e arrondissement, la rue du Coq-Saint-Jean, d'une longueur de 80 mètres, dont les numéros impairs étaient du quartier des Arcis et les numéros pairs du quartier du Marché-Saint-Jean, commençait aux 29-31, rue de la Tixéranderie et finissait aux 41-43, rue de la Verrerie,.
Les numéros de la rue étaient noirs. Le dernier numéro impair était le no 7 et le dernier numéro pair était le no 12.
La rue des Vieilles-Garnisons la prolongeait au sud.

## Origine du nom
La rue doit son nom à une enseigne. L'épithète Saint-Jean », du nom du quartier du Marché-Saint-Jean où elle se trouvait, permettait de la distinguer de la rue du Coq-Saint-Honoré (actuelle rue de Marengo).

## Historique
Sous le règne de Louis VII le Jeune, cette voie était déjà bordée de quelques constructions. Dans un acte de 1243, elle est appelée « rue André-Malet ».
Dans un accord entre Philippe le Hardi et le chapitre Saint-Merri datant de 1273, cette voie est appelée « rue Lambert-de-Râle » ou « rue André-Malet ».
Elle est citée dans Le Dit des rues de Paris de Guillot de Paris sous le nom « rue Andri-Mallet ».
En 1416, elle prend le nom de « rue du Coq ».
Elle est citée sous le nom de « rue du Cocq » dans un manuscrit de 1636 ou le procès-verbal de visite, en date du 22 avril 1636, indique : « que nous avons trouvé la plus grande partie salle et pleine d'immundices ». 
Lors de l'ouverture de la rue de Rivoli, en 1864, la rue du Coq-Saint-Jean est amputée et se termine alors en cul-de-sac prenant alors le nom d'« impasse du Coq-Saint-Jean ». Cette impasse a disparu en 1904 lors de la construction du Bazar de l'Hôtel de Ville.

## Bâtiments et lieux de mémoire
- Hospice qui appartenait aux religieuses augustiniennes de l'abbaye Notre-Dame de Gercy, ou Jarcy. Il fut vendu par leur abbesse Madeleine de Montmorency avant la réforme, qui donna cette abbaye à des religieuses bénédictines en 1515[7].
- Hôtel de Gabrielle d'Estrée, démoli en 1853[8].
- Alexis Claude Clairaut (1713-1765) a habité dans cette rue qui était devenue une impasse par suite de la construction d'un immeuble donnant sur la rue de Rivoli. Sa maison était à proximité de la rue de la Tixéranderie, au fond du cul-de-sac, où suivant l'ordre numérique soit au no 8 ou bien  au no 3, qui s'honore traditionnellement d'avoir abrité Mazarin. Clairaut était membre de l'Académie royale des sciences et avait composé ses Éléments de Géométrie pour Madame du Châtelet[6].
- Alexandre Michel Mathurin Denyau, conseiller lecteur et professeur du roi, docteur régent à la faculté de médecine de Paris[Note 2],[9] pour la médecine, au collège royal de France en 1660[10], habitait la maison à l’enseigne du Moulinet[11],[12]. La maison fut vendue à Contet, procureur au parlement, par adjudication, en 1687 puis par héritage passa à son fils, également procureur[6], un an après la perte de son épouse[13].

## Iconographie
- Adolphe Martial Potémont, Rue du Coq Saint Jean, 1851, eau-forte, Washington, National Gallery of Art[14].
- Jules-Adolphe Chauvet, L'Ancienne rue du Coq Saint-Jean (actuelle rue des Archives), quartier Saint-Merri, 4e arrondissement, 1880, dessin, Paris, musée Carnavalet[15].